# Diaphorina bikanerensis
Diaphorina bikanerensis är en insektsart som beskrevs av Mathur 1975. Diaphorina bikanerensis ingår i släktet Diaphorina och familjen rundbladloppor. Inga underarter finns listade i Catalogue of Life.